# Alfred Klein (Wirtschaftswissenschaftler)
Alfred Klein (* 1. Oktober 1915 in Gumbinnen; † 16. August 2003) war ein deutscher Wirtschaftswissenschaftler.

## Leben
Von 1948 bis 1950 studierte er Wirtschaftswissenschaften in Rostock. Nach der Promotion zum Dr. oec. 1955 in Rostock und der Habilitation ebenda 1961 war er dort seit 1951 Dozent und ab 1961 Professor für Politische Ökonomie.

## Schriften (Auswahl)
- Die Apologetik des Imperialismus in Westdeutschland von 1945 bis 1947. Dargestellt an der Stellung der Bourgeoisie, der rechten SPD- und Gewerkschaftsführung zu dem Eigentum an den Produktionsmitteln. 1955, OCLC 73948664.
- Der Einfluß der amerikanischen innerbetrieblichen Human-relations-Ideologie auf Wirtschaftstheorie und -praxis in Westdeutschland. 1961, OCLC 720344614.